# Cass Elliot (album)
Cass Elliot je čtvrté sólové studiové album americké zpěvačky Cass Elliot. Vydáno bylo v lednu roku 1972 společností RCA Records (jde o zpěvaččino první album vydané tímto vydavatelstvím). Producentem alba byl Lewis Merenstein. O aranžmá písní a dirigování se postaral Benny Golson.

## Seznam skladeb
1. „I'll Be Home“ (Randy Newman) – 3:37
2. „Baby I'm Yours"“ (Van McCoy) – 2:32
3. „Jesus Was a Cross Maker“ (Judee Sill) – 3:04
4. „That Song“ (Bill Dean) – 2:12
5. „When It Doesn’t Work Out“ (Leah Kunkel) – 4:25
6. „I'll Be There“ (Bobby Darin) – 2:24
7. „Disney Girls“ (Bruce Johnston) – 4:07
8. „I Think It's Going to Rain Today“ (Randy Newman) – 2:43
9. „Cherries Jubilee“ (Marilyn Messina) – 4:35
10. „All in the Game“ (Carl Sigman, Charles Dawes) – 3:12

## Obsazení
- Cass Elliot – zpěv
- William „Cat“ Anderson – trubka
- Gino Bozacco – trubka
- Dennis Budimir – kytara
- Clark Burroughs – zpěv
- Larry Carlton – kytara
- Ed Carter – kytara
- Al Casey – kytara
- Benny Colson – zpěv
- Reggie Colson – perkuse
- Venetta Fields – doprovodné vokály
- Carl Fortina – klávesy, musette
- Janice Gassman – doprovodné vokály
- Benny Golson – doprovodné vokály, smyčce, aranžmá, dirigent
- Jules „Stix“ Greenberg – doprovodné vokály
- Ed Greene – bicí
- John Guerin – bicí
- Bruce Johnston – klávesy, elektrické piano, doprovodné vokály
- Carol Kaye – baskytara
- Clydie King – doprovodné vokály
- Eddie Kusby – pozoun
- Mike Lang – klavír
- Sherlie Matthews – doprovodné vokály
- Maurice Spears – pozoun
- Marilyn Messina – doprovodné vokály
- Grover Mitchell – pozoun
- Jack Nimitz – barytonsaxofon
- Joe Osborn – baskytara
- Don Randi – klavír
- Jerome Richardson – tenorsaxofon
- Moacir Santos – tenorsaxofon
- Louie Shelton – kytara
- Maurice Spears – baspozoun
- Carl Wilson – zpěv